# قندرونی (سرده)
قندرونی (نام علمی: Heteroderis) نام یک سرده از تیره کاسنیان است.